# Romanza per flauto e pianoforte (Honegger)
La romanza per flauto e pianoforte H 211 di Arthur Honegger è un brano abbastanza breve del compositore svizzero. Non ci sono alterazioni in chiave, l'indicazione di tempo è di tre quarti, anche se è indicato soltanto il tre, l'agogica è "Andantino".

## Analisi
La romanza comincia con quattro note al basso suonate dal pianoforte e seguite da una serie di scale dissonanti di crome discendenti al flauto e ascendenti al pianoforte che costituiscono il primo tema. Comincia quindi uno sviluppo che tocca le tonalità più varie con molta intensità emotiva e che porta alla seconda idea. Essa è caratterizzata dalla dolce melodia del flauto e da serie di semicrome al pianoforte. Si può dire che la tonalità di base di questa seconda idea è il Si bemolle maggiore. Dopo il secondo tema ritorna la prima idea e quindi il brano si conclude.